# Kim Chang-soo
Kim Chang-soo (en coreano: 김창수; Busan, 12 de septiembre de 1985) es un exfutbolista surcoreano que jugaba como defensa.

## Selección nacional

### Categorías inferiores
En julio de 2012 fue incluido en la lista de 18 jugadores que representaron a Corea del Sur en el Torneo de Fútbol Masculino de los Juegos Olímpicos de Londres 2012 y obtuvieron la medalla de bronce.

### Selección absoluta
El 8 de mayo de 2014, el entrenador Hong Myung-bo lo incluyó en la lista final de 23 jugadores que competirán en la Copa Mundial de Fútbol de 2014.

### Participaciones en Copas del Mundo
| Mundial                        | Sede          | Resultado        |
| ------------------------------ | ------------- | ---------------- |
| Copa Mundial Sub-17 de 2007    | Corea del Sur | Primera ronda    |
| Copa Mundial Sub-20 de 2009    | Egipto        | Cuartos de final |
| Copa Mundial de Fútbol de 2014 | Brasil        | Fase de grupos   |

## Clubes
| Club                   | País          | Año       |
| ---------------------- | ------------- | --------- |
| Ulsan Hyundai Horang-i | Corea del Sur | 2004      |
| Daejeon Citizen        | Corea del Sur | 2005-2007 |
| Busan Ipark            | Corea del Sur | 2008-2012 |
| Kashiwa Reysol         | Japón         | 2013-2015 |
| Jeonbuk Hyundai Motors | Corea del Sur | 2016      |
| Ulsan Hyundai          | Corea del Sur | 2017-2019 |
| Gwangju F. C.          | Corea del Sur | 2020      |
| Incheon United F. C.   | Corea del Sur | 2021-2022 |
| Cheonan City F. C.     | Corea del Sur | 2023      |

## Palmarés

### Títulos nacionales
| Título                | Club          | País          | Año  |
| --------------------- | ------------- | ------------- | ---- |
| Copa de Corea del Sur | Ulsan Hyundai | Corea del Sur | 2017 |

### Títulos internacionales
| Título                      | Club                   | País          | Año  |
| --------------------------- | ---------------------- | ------------- | ---- |
| Liga de Campeones de la AFC | Jeonbuk Hyundai Motors | Corea del Sur | 2016 |